# 新宮納涼祭
新宮納涼祭（しんごのうりょうさい）とは、七尾市中島町藤瀬に鎮座する藤津比古神社の納涼祭である。また藤津比古神社が、釶打（なたうち）郷（旧 釶打村）の総社だったことから、「釶打のおすずみ祭り」とも呼ばれる。

## 概要
毎年8月14日の夕刻から夜半にかけてとりおこなわれ「おあかし（御明かし）」と呼ばれる大小10基ほどの華麗なキリコ（奉燈）が「やんさこ」の祭唄にあわせて担ぎ練りまわる夏越しの神事である。
藤津比古神社は熊野権現の勧進を受けた神社であり、地元では新宮（しんぐうではなくしんご）として親しまれていることから、祭礼名は「しんごのうりょうさい」と云われる。なお、藤津比古神社本殿は、国指定重要文化財に指定されている。
ここのキリコ（奉燈）は昔ながらの蝋燭を使ってキリコを照らし出しているというのが特徴となっている。
1978年（昭和53年）5月12日に「釶打（なたうち）のおすずみ祭り」として七尾市の無形民俗文化財（風俗習慣）に指定されている。また、1997年（平成9年）12月4日に能登一円のキリコ祭りが、国の「記録作成等の措置を講ずべき無形の民俗文化財」に選択されているが、その中の1つである。また2015年（平成27年）4月24日には、「灯り舞う半島 能登 〜熱狂のキリコ祭り〜」の中の1つとして日本遺産に認定された。

## 切籠（キリコ）
切籠（キリコ）とは、切子灯籠を縮めた呼び名で担ぐ「山車」である。切り口のみえる形状からきた名称で奥能登では、どこでも「キリコ」と呼んでいるが能登の一部では「オアカシ（御明かし）」または、「ホートー（奉燈）」とも呼ぶ。キリコの役割は、神輿燃行のお供役で夜道の明かりとして氏子らが神に捧げる御灯用である。
キリコ上部（屋根）の飾りは舟形額（ふながたがく）になっているのが特徴であり、この舟形額とキリコ（奉燈）本体の蝋燭の灯りが揺らぐため情緒がある。なおキリコは、組立て、クサビ止め、解体式になっている。

## 寄せ
各地区のキリコ（奉燈）は、午後8時ごろに藤津比古神社に集まってくるが、キリコを拝殿に向けて3回突進させ神様にあいさつをする。これを「寄せ」と呼ぶ。突進したキリコは拝殿の軒先ぎりぎりで止めるのが良しとされ、「大したもんだ」や、「何それ」・「まだまだだな」といった評価を受けるため、担ぎ手の度胸と技量が試されることとなる

## 水落とし
キリコは、神事と祭り唄「やんさこ」にあわせて境内をゆったりと練り歩いた後、神輿を先頭に約500m先の御旅所がある「水落とし」と呼ばれる熊木川右岸にある広場に向かう。
水落としは、神様が涼しい川原で涼まれる場所とされ、神輿を中心に大小のキリコ（奉燈・お明かし）が横一列に並び、神輿を中心として3回周る「ミメグリ」が行われる。